# Boscia keniensis
Boscia keniensis là một loài thực vật có hoa trong họ Capparaceae. Loài này được Beentje mô tả khoa học đầu tiên năm 1989.